# イアン・マッカロク

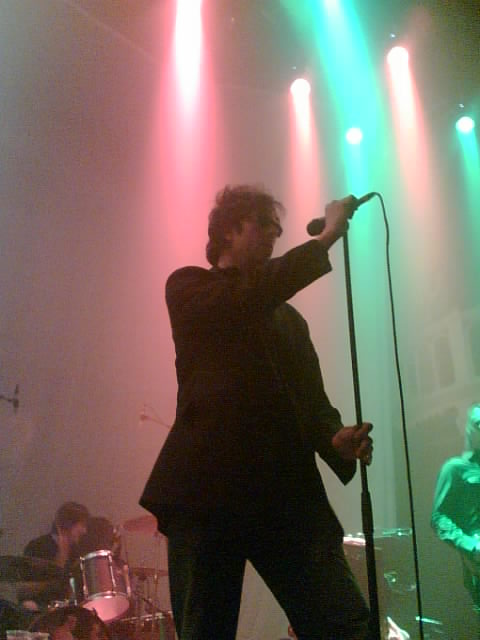
アムステルダムでのライヴにて（2006年）

イアン・スティーヴン・マッカロク（Ian Stephen McCulloch、1959年5月5日 - ）は、イギリス・リヴァプール出身のミュージシャン。ロックバンドエコー&ザ・バニーメンのボーカリストとして知られる。ソロのシンガーソングライターとしても活躍。
「Q誌の選ぶ歴史上最も偉大な100人のシンガー」において第83位。

## 経歴
クルーシャル・スリーとしての活動を1977年に開始。ティアドロップ・エクスプローズのジュリアン・コープなども在籍していたが翌年9月に解散。
10月にギタリストのウィル・サージェント、ベーシストのレス・パティンソンらとともにエコー&ザ・バニーメンを結成。当初ドラマーはおらず、Echoと名付けられたドラムマシーンを使用していたが、1979年10月にピート・デ・フレイタスをドラマーとして募り、翌1980年7月に1stアルバム『クロコダイルズ』でデビューを果たす。
1988年にエコー&ザ・バニーメンを脱退。ソロアーティストとして活動を開始。翌1989年9月に1stソロアルバム『キャンドルランド』を発売。全英18位を記録。1992年3月に2ndソロ『ミステリオ』を発売。全英46位。
1994年にウィル・サージェントらと新バンドエレクトラフィクションを結成。翌年9月に唯一のアルバム『バーンド』をリリースし、全英38位を記録。1996年に解散。
1997年にエコー&ザ・バニーメンの活動を再開。同年7月にアルバム『エヴァーグリーン』を発売。現在まで活動を継続させており、2009年に11枚目のアルバム『ザ・ファウンテイン』を発売。
2017年4月14日、日本公演を行う予定が「『米国と北朝鮮が武力衝突する』というニュースを聴き、マネージャーと共に無許可で日本を出国」したため中止となった。

## 音楽的影響
ルー・リード、イギー・ポップ、ドアーズ、スティーヴィー・ワンダー、レナード・コーエン、そしてとりわけデヴィッド・ボウイなどからの影響を公言。レナード・コーエンの曲「スザンヌ」を「完璧な歌詞と完璧なメロディ」と賞賛している（2008年のコンピレーション・アルバム『Cohen Covered』でカバー）。デヴィッド・ボウイに関してはかねてより噂されていた重病説を信じ込み、彼が亡くなるものだと思いMe and David Bowieと題されたトリビュートソングを書き上げたものの、2013年に突如活動再開しニューアルバムが発売されるなど、現役復帰のニュースを聞いた際には大変驚いたという。

## 私生活
- 1983年に結婚、二女を儲けるが2003年暮れに別居。

## ディスコグラフィー

### アルバム
- キャンドルランド Candleland （1989年）
- ミステリオ Mysterio （1992年）
- スライドリング Slideling （2003年）
- Pro Patria Mori （2012年）

### シングル
- キャンドルランド Candleland （1989年） - コクトー・ツインズのエリザベス・フレイザーとのデュエット

### 参加作品
- There's Only One Jimmy Grimble-No Substitute for Life  （2000年）